# カーネーション (テレビドラマ)
『カーネーション』は、2011年度後期放送のNHK「連続テレビ小説」第85作で、2011年10月3日から2012年3月31日まで放送されたテレビドラマ。NHK大阪放送局制作。
2018年4月から10月までNHK総合でアンコール放送、2021年10月25日から2022年4月25日までBS12で、2024年9月23日からBSで、それぞれ放送された（下記を参照）。

## 概要

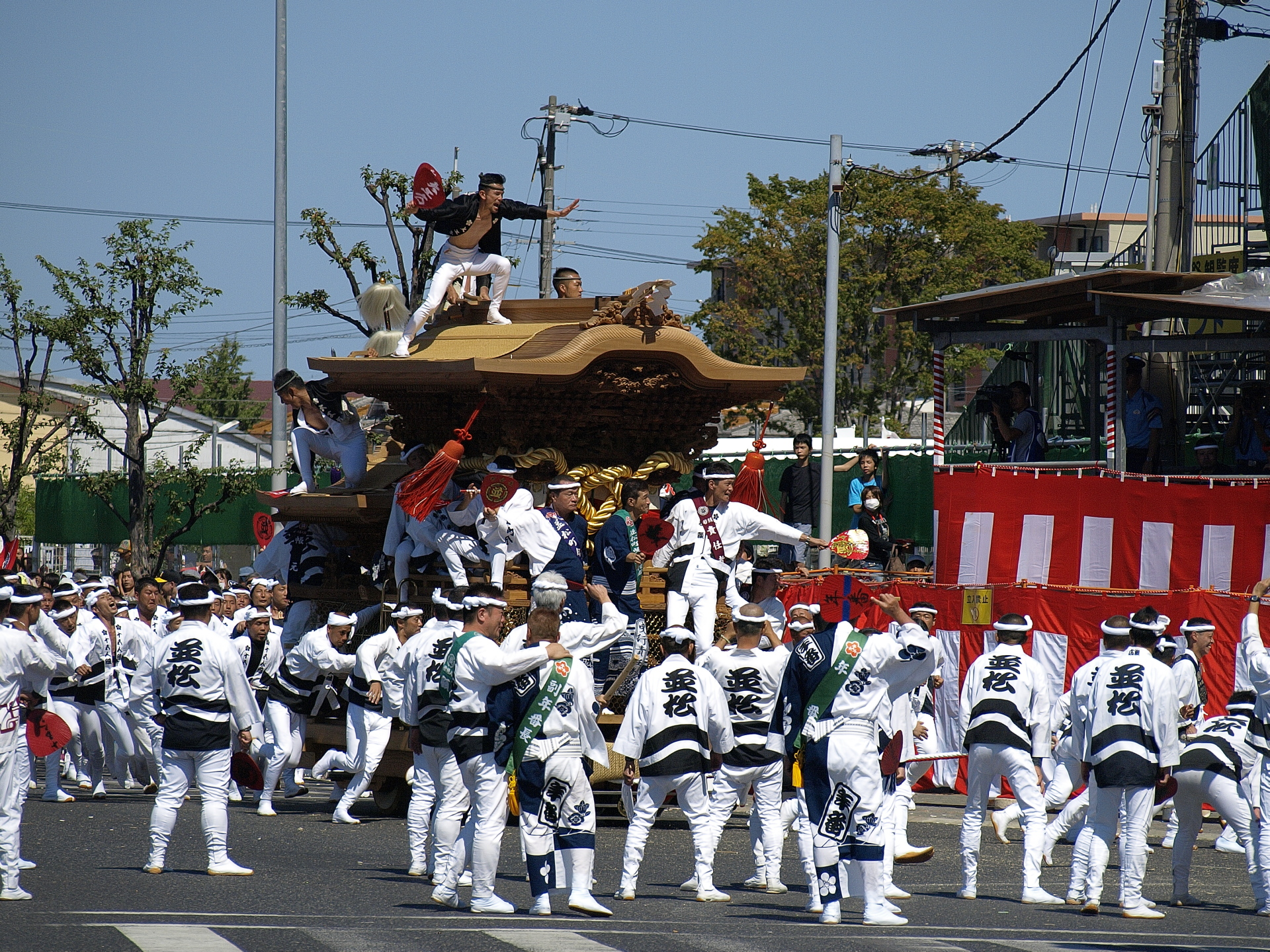
岸和田だんじり祭 やりまわしの様子

著名ファッションデザイナーとして活躍するコシノヒロコ、ジュンコ、ミチコの「コシノ3姉妹」を育て上げ、自らも晩年同じ職で活躍し、2006年に死去した小篠綾子をモデルにフィクションとして描く、と2011年1月13日にNHKの制作発表があった。
当初放送開始は2011年9月26日の予定だったが、3月11日に発生した東北地方太平洋沖地震（東日本大震災）および東京電力・福島第一原子力発電所での事故に伴って敷かれた非常報道体制の影響により、前々作『てっぱん』、前作『おひさま』の放送が1週繰り下げられたことに伴い当作品も1週繰り下げの10月3日開始に延期され、回数も6回分短縮された。
2011年3月7日、NHKはヒロインの10代から50代までを尾野真千子が演じると正式に発表した。対象年齢20歳から30歳をメドに募集したオーディションには1850人の応募があった。
2012年1月23日、ヒロインの晩年（72歳から）を夏木マリが演じると発表した。
時代設定としては、1924年（大正13年）9月の岸和田だんじり祭の初日の早朝、祭に参加する主人公の父親を見送るところから始まる。だんじり祭のシーンでは、岸和田市五軒屋町の協力のもと、本物のだんじりを東映太秦映画村のセットに運び込んで撮影された。
朝ドラとしては初めて全編にわたりプログレッシブカメラによる撮影を行い、近年の大河ドラマを含む同局の歴史ドラマなどに見られる映画フィルム調の画質にした映像が使用されている。
制作統括の城谷厚司によるとタイトルは、ヒロイン糸子について、「生まれた地に根を張って花を咲かせる植物のような人」であると思ったことから発想したという。
『おひさま』に続いて、日曜に放送される『NHKとっておきサンデー』でも23分間に編集した1週間ダイジェスト版が、また日曜18時40分から5分間に編集した1週間ダイジェスト版が放送された。
クランクインは2011年5月16日、クランクアップは2012年2月24日。
平成24年度（第67回）芸術祭参加作品（テレビ・ドラマ部門）として、NHK BSプレミアムにて2012年10月13日に総集編・前編「あこがれ」、10月14日に後編「あなたの愛は生きています」が放送された。
なお、本作品の最終回である3月31日をもって、岩手県・宮城県・福島県の地上波アナログテレビでの朝ドラ最後の放送作品となった。アナログ最終日と重なった3月31日は午前のみ放送された。
2015年12月3日、NHKはルーマニア、メキシコ、カザフスタン、ナイジェリア、ケニアなど新たに世界20の国・地域で放送されると発表した。2015年の発表当時すでに台湾、ミャンマー、カンボジア、イランなど11の国・地域で放送されており、合計31の国・地域での放送は朝ドラとしては『おしん』の73の国・地域に次ぐものとなる。

## 評価・受賞

### 評価
脚本、演出、演技、三拍子揃った完成度の高さから、「朝ドラ史上最高傑作」「朝ドラを超えた朝ドラ」「脚本の面でも映像表現の面でも、また俳優の演技面でも、現在テレビドラマが提示しうる最高水準のものを提示し、テレビドラマの新たな可能性を拓いたと言っても過言ではない」などと評され、その年のドラマ賞を数多く受賞した。
演出家の大根仁は、ヒロイン・尾野真千子の本作での演技に対し、「演技が高みに昇華した『女優の奇跡』を拝見させていただいている」「映画でもドラマでも一番幸せな、従来の喜怒哀楽に当てはまらない『何見せられてるんだろう』という瞬間が毎日あるんですよ」と、賛辞を贈った。
ギャラクシー賞大賞（第49回・2011年度テレビ部門）に選ばれた。朝ドラの同賞受賞は初めて。
早稲田大学文化構想学部教授（現代演劇論・テレビドラマ論）・同大学坪内博士記念演劇博物館 前館長の岡室美奈子は、本作を『あまちゃん』『ちりとてちん』等を超える「朝ドラ史上最高傑作」と位置づけ、「女性と男性」「生と死」といった二元論の固定観念を超えて人として豊かに生きることを描いている、と論じた。また、東日本大震災が起こった2011年の秋から本作の放送が始まったことに触れ、「このドラマを通じて、死者と共に生きるという思想が人々の心に深く染み込んでいった」「ドラマが人間の品格と誇りを描きうることを教えてくれた」と、震災以後において本作が果たした役割の大きさを分析した
。

### 受賞
- 第72回ザテレビジョンドラマアカデミー賞（2012年5月2日）[19]
  - 最優秀作品賞[注釈 4]
  - 主演女優賞（尾野真千子）
  - ザテレビジョン特別賞（夏木マリ）
- 放送人の会 放送人グランプリ2012（2012年5月20日）[20]
  - 特別賞（ドラマ『カーネーション』制作スタッフのみなさん）
- 公益財団法人放送文化基金 第38回放送文化基金賞（2012年5月28日）[21]
  - テレビドラマ番組部門 優秀賞[注釈 5]
- 放送批評懇談会 第49回ギャラクシー賞（2012年6月4日）[22]
  - テレビ部門 大賞[注釈 5]
- 国際ドラマフェスティバル in TOKYO 東京ドラマアウォード2012 （2012年10月22日）[23]
  - 作品賞〈連続ドラマ部門〉 優秀賞[注釈 5]
  - 主演女優賞（尾野真千子）
  - 演出賞（田中健二）
- 第37回エランドール賞（2013年1月19日）
  - 新人賞（尾野真千子）
- 第21回橋田賞（2013年3月30日）[24]
  - 新人賞（尾野真千子）

## あらすじ

### 少女編 （第1週-第7週）
第1回冒頭で、主人公を演じる尾野真千子と二宮星がこれから始まる物語の短いあらすじを歌う場面が挿入される。
1924年（大正13年）、小原糸子は岸和田の呉服店の娘でだんじりが好きな男勝りの少女。女がだんじりに乗れないことを不満に思っていたが、母親の
千代の実家の神戸で、外国人の舞踏会を覗き見て、華やかなドレスに憧れ、一人でアッパッパを縫い上げたのをきっかけに裁縫に熱中する。また同級生の吉田奈津とは生涯に渡るつきあいになる。
昭和2年（1927年）、女学校2年生になった糸子は、集金途中に枡谷パッチ店で初めてミシンを見て「うちに乗れるだんじり」と衝撃を受け、店に通いつめる。頑固な父親の善作に懇願して女学校を中退するとパッチ店に就職し厳しい修行に耐える。
昭和4年、ミシンでパッチが縫えるようになった糸子は、善作のために縫ったアッパッパが偶然実家の呉服店で売れたのをきっかけに、夜ミシンを借りてアッパッパを仕立て呉服店で売りはじめる。
昭和5年の夏、糸子は不況を理由に解雇される。岸和田にミシンの指導員として根岸良子がやってくる。糸子と善作は根岸に洋裁を教えてほしいと懇願。根岸は小原家に1週間滞在し、糸子に洋裁の基本を叩き込む。
昭和7年（1932年）、洋服の需要がない糸子は百貨店の制服に洋服を売り込むことを思いつき、デザイン画を持ち込んで注文を取ることに成功。神戸の松坂家でミシンを借りるが、善作が店の反物を売り払いミシンを購入。1週間で約束の20着を縫い上げ無事納品する。
昭和8年（1933年）、糸子は岸和田で初めて洋服の注文を受ける。だが料金を取れず、善作に叱られ紳士服「ロイヤル」、生地店「末松商店」に勤めだす。糸子は苦労しながら、独学でイブニングドレスや立体裁断を習得する。クリスマスの夜、糸子は善作に洋裁店を開きたいと直訴するが、善作は激怒して糸子を張り倒す。だが翌年の2月、善作は突然糸子と祖母のハルを残して妻子と引っ越して店を糸子に譲る。

### 開業編 （第8週-第13週）
昭和9年（1934年）春、糸子は21歳で「小原洋裁店」を開店。同時期に親・親戚の勧めでロイヤルの元同僚のテーラーである川本勝と婿入り結婚。昭和12年（1937年）1月、店は「オハラ洋装店」に改名。糸子は長女・優子を出産。善作も子守のため昼間戻ってくるようになる。
夫婦で店は繁盛し、従業員を何人も雇い、糸子の妹たちにも手伝わせて忙しくしていた。昭和14年（1939年）夏、次女・直子が生まれるが、やんちゃな直子に手を焼き、一時は勝の弟夫婦に預けて仕事に没頭する。昭和17年（1942年）、衣料切符制で仕入れも制限されるが善作が計算を買って出る。糸子は3人目の子を妊娠。12月に勝に赤紙が届き出征する。昭和18年（1943年）、同居するようになった善作がボヤで大火傷を負う。翌日、糸子は三女・聡子を出産。その後、善作は急死。昭和19年（1944年）、戦争で仕事も少なくなるなか、奈津は一万円の借金を抱え夜逃げする。
昭和20年（1945年）3月、岸和田は大空襲を免れたものの、糸子は家族を山奥に疎開させ、食べ物を運びながら仕事を続ける。7月、勝の戦死公報が届く。一家を背負い疲弊する糸子は8月15日の終戦を迎える。

### 戦後編（第14週-第17週）
戦後、糸子はいち早く商売を再開。経理に雇った松田恵に勧められ、泉州繊維商業組合に顔を出した糸子は、長崎から来たテーラーの周防龍一、野心家の北村達雄と知り合う。奈津はパンパンになっていたが糸子の助力で立ち直る。糸子は妻子ある周防に恋心を抱くが、気持ちを抑えるため彼と距離を置く。北村が既製服の工場を始めることになり、糸子がデザインを担当するが、工場監督になった周防と再会してしまう。糸子と周防の噂が広まり、周防はテーラーとして働けなくなる。糸子は周防を自分の店で雇うが、親族会議が開かれるまでの騒ぎになる。昭和23年12月、糸子は周防のために隣町にテーラー店を建て、周防とけじめをつけて別れる。

### 三姉妹編（第18週-22週）
成長した糸子の娘たちもそれぞれの進路を行く。優子は東京の美術大学を目指していたが、糸子は将来を考えていないと反対。昭和30年、おじけづいた優子は大阪の洋裁学校に進学するが、デザイン画が認められ、東京の学校に進む。昭和33年、次女の直子も東京のデザイン学校に進学する。糸子は流行のサックドレスの魅力がわからず北村に大損させたことで自分の才能の衰えを実感する。昭和34年、卒業した優子がオハラ洋装店の手伝いに入り、その後結婚する。昭和36年、卒業した直子は銀座のデパートに店を構えるが、客からの評判は芳しくなく優子が店を立て直す。三女の聡子も短大でテニス日本一になったあと、糸子のもとでデザイン修行を始める。糸子は娘に店を譲る引き際を考えるが、昭和40年、優子は心斎橋で独立してオートクチュールの店舗を構え、直子もパリ留学を経て原宿で店を成功させる。昭和48年3月、聡子はロンドンに移住する。北村は離婚する優子と東京進出することになり糸子を誘う。だが昭和48年のだんじり祭りを終えた糸子は岸和田に残り、一人店を守ることを決意する。

### 老境編（第23週-26週）
昭和60年（1985年）、72歳になった糸子は、岸和田でのんびり仕事を続けていたが、問題児の孫娘・里香を預かる。オーダーメイドの仕事しかしていなかった糸子に、プレタポルテ（既製服）ブランド立ち上げの話が舞い込む。優子と直子は大反対するが、糸子は逆に闘志を燃やし、高齢者向けブランド「オハライトコ」を立ち上げる。糸子の仕事ぶりを間近で見た里香は改心し、東京に戻る。
バブル崩壊後も年老いた糸子は、体の衰えと戦いながら、病院でのファッションショー、店舗二階をサロンに改装するなど精力的に活動していたが、2006年（平成18年）3月、倒れて入院し息を引き取る。ロンドンから帰国した三女の聡子は前日がイギリスの母の日だったといって、棺に赤いカーネーションの花束を入れる。
2010年（平成22年）9月のだんじり祭りの日、糸子が残したサロンに3人の娘と大勢の関係者が集まりパーティが開かれる。テレビ局から糸子の生涯を朝ドラにするという話が舞い込み、糸子が生前朝ドラにとりあげてほしいと言っていたことを知る娘たちは快く承諾する。
2011年（平成23年）10月、病院の待合室の大型テレビの前に看護師が車椅子の老女を連れてくる。ドラマ第1回冒頭が流れる中、物語は終わる。

## 登場人物

### 主人公
小原糸子（おはら いとこ）
演 - 尾野真千子（少女時代：二宮星、晩年（72歳から） : 夏木マリ）
小原家の長女。岸和田に生まれ育ち、やんちゃな性格で千代からは「息子」だと言われている。だんじり祭りが大好きで、好きな花は（「洋花の中でも丈夫」との理由から）カーネーション。呉服屋の生まれにもかかわらず早くから洋裁に興味を持ち、反対していた父からやがて店を託される。数々の修業と経験を経た後1934年（昭和9年）に自らの洋裁店を立ち上げる。戦争によって夫を失うなどの困難に見舞われながらも、娘3人を育てながら店を営む。娘たちの独立後は自らのブランドを発足し、老齢ながら公私共に忙しい日々を送るが、2006年（平成18年）3月26日、病院で静かに息を引き取った。享年92。
晩年は連続テレビ小説シリーズを熱心に視聴し（『いちばん太鼓』および『ファイト』を見るシーンがある）、自らの人生がドラマにならないかと願望。逝去後、2010年（平成22年）、NHKの担当者から娘たちに糸子の人生をドラマ化したいと打診があり、希望が叶う。
放送開始前・最初期の番組宣伝や第1回の物語を紹介する映像では、尾野と二宮が一緒に登場する場面がある。
なお、尾野は第127回（22週目の土曜日）の1973年（昭和48年）9月14日のだんじり祭り当日（年齢設定は60歳）まで出演し、12年後の1985年（昭和60年）10月の72歳の時点で夏木への交代が行われた。以降、出演者の大幅な変更が行われる。
少女時代を演じた二宮星は、視聴者からの反響が大きかったこともあり、糸子の次女・直子役で再出演した。
「コシノ3姉妹」の母である小篠綾子がモデル。

### 岸和田・小原家
「小原呉服店」を営む、糸子の実家。
小原善作（おはら ぜんさく）
演 - 小林薫
糸子の父。
外面と気前は良いが、家庭内では暴君として振る舞う一面もある。商売下手。集金が苦手で娘の糸子を頼っている。だが「仕事は受ければ良いものではない」「仕事は人助けではない」など、一応理屈は通っている。
だんじりには毎年参加しており、楽しみの一つである。
糸子が女学校に入学した頃には謡教室も開いていた。
洋裁師を志す糸子については「洋服は着物の敵」と頑に反対し続けていたが、徐々に情熱と才能を認め、桝谷パッチ店で働かせたり、のちにミシンを買い与えたりした。
糸子が呉服店で洋裁を始めた頃は、新たにびわの葉温灸なる商売を始める。洋裁の店を持ちたいという糸子に反対し続け、紳士服ロイヤルや末松商店で修行させるが、次第に酒癖が悪くなっていき、商売への気力をなくしてゆく。1934年（昭和9年）、突然店を糸子に譲り、隣町の質屋の雇われ店主になる。
糸子の祝言では得意の高砂を披露する。
優子・直子誕生後は好々爺になり、孫の世話や衣料切符の計算を手伝うため、糸子のもとに戻る。
1942年（昭和17年）には、勝の出征祝いに出席し、酒を酌み交わす。
1943年（昭和18年）正月、ベンジンの瓶を火鉢に落として火事となり、大火傷を負う。更に泰蔵の出征を見送った直後、疥癬を患い、治療も兼ねて木岡・木之元・奥中と共に石川県内のヤマギワ温泉へ湯治に行ったが、4月27日に同地で酒に酔って風呂に入り死んだ（死因の説明はない）。享年59。
小原千代（おはら ちよ）
演 - 麻生祐未
糸子の母。旧姓は「松坂」。貞子からは「千代ちゃん」と呼ばれる。甘いもの好きで好物はチョコレート。
神戸の裕福な家で育ち、若い時分には舞踏会へ行き、男性に頻繁に声をかけられる華やかな生活をしていたらしい。
善作とは父の反対を押し切って駆け落ち同然で結婚した。
糸子が心斎橋百貨店から仕事を請け負った際などには快く手伝っていたが、時折表裏を逆に縫い付け、叱られることもあった。
おっとりとした心優しい人柄。少々涙もろい。善作の小言は「へぇへぇ、すんません」と受け流す。
1934年（昭和9年）、呉服店を畳んだ善作と共に家を出たが、戦時中からはオハラ洋装店に戻った。
1943年（昭和18年）、善作が火傷を負った時には大変なショックを受け、彼が石川県の温泉地で客死した際には号泣する。
戦時中に勘助が戦死した際にも涙を流していた。
戦後静子・清子・光子の嫁入りを無事に見送ったのちは、洋装店の仕事を手伝う日々を送る。
1954年（昭和29年）時点では足を悪くしていたものの、3人の孫らに囲まれ、幸せな日々を送る。
若い男性をもてなすのが好きで、特に北村については息子の様に気に入っていた。
1973年（昭和48年）9月14日のだんじり祭り当日、急にいなくなったことで糸子、松田、昌子に心配され、高齢によりボケ出していると気づかれる。
1973年（昭和48年）から1985年（昭和60年）の間に他界している。
小原ハル（おはら ハル）
演 - 正司照枝
糸子の父方の祖母（善作の母）。
家族を冷静な目線で見守っており、いつも正論を説いて諭している。礼儀や作法には厳しい。糸子の仕事については優しく見守っており、仕事のために神戸へ行くことにも賛成している。
善作とは商売のことでモメるが、イワシの煮物だけは欠かさずに作る。
近代的な風貌の根岸良子が宿泊に来ると知ったときには、当初は面白く思っていなかったものの、ハルが作ったイワシの煮物を根岸が喜んで食べたため、心を開く。
糸子が心斎橋百貨店からの仕事を受け、神戸で作業することになり、そのことに善作が怒って千代に当たり散らした際には「千代は悪くない。殴るならウチを殴れ」と制止した。
1934年（昭和9年）、善作が家を出てからは、家に残って糸子の身の回りの世話をする。
糸子が祝言間際まで仕事を抱えていた点については「アホ」呼ばわりし、しかも糸子が大幅に遅れて到着した際には激怒する。が、糸子と勝が並んで座る姿にはホッとした様子を見せていた。
勝に召集礼状が届いた際には腰を抜かして座り込んでしまい、気落ちしていた。
1943年（昭和18年）、善作が大火傷を負ったときにはショックで寝込んでしまい、善作が快方に向かうと一時は起き上がれるようになったが、善作が急逝すると再び寝込み、めっきり元気をなくしていた。
戦後は年末の紅白音楽試合をラジオで聴けるほどに回復していた。
その後は、ほぼ寝たきり状態だったが、静子の嫁入りは無事に見送ることができ、翌月、1946年（昭和21年）6月11日、静かに息を引き取った。
川本勝（かわもと まさる）→ 小原勝（おはら まさる）
演 - 駿河太郎
糸子の夫。ロイヤルの職人の一人。
糸子の仕事ぶりに惚れ込むうちに好意を抱くようになり、職人らが糸子に対して冷たい中、唯一、親切に接していた。
仕事で知り合った糸子の伯父にあたる正一に仲を取り持ってもらい、小原家に婿養子に入る形で結婚。
いつでも上機嫌に見えるおっとりした性格で、仕事一筋の糸子を理解しており、自らも紳士服のテーラーとしてオハラ洋装店を支えていた。
1942年（昭和17年）12月1日、召集令状が届き、同月5日に二日酔いの顔のまま出征。出征後に糸子に送った荷物の上着のポケットから出て来た写真で、芸者・菊乃と浮気していたことが糸子にバレる。
1945年（昭和20年）5月18日、湖南省陸軍兵站病院にて戦病死。7月に死亡告知書（戦死公報）が届いた。
戦後、勝の本心を推し量った糸子により、上述の菊乃との浮気写真は焼却処分される。
小原静子（おはら しずこ）
演 - 柳生みゆ（幼少期：荒田悠良）
糸子の長妹。小原家の次女。
女学校の成績は優秀。卒業後は印刷会社への就職が決まっていたが、1933年（昭和8年）初春、会社勤めをせず糸子の仕事を手伝いたく、反対する糸子を認めさせようとパッチ100着を翌日納品の条件で受注する。しかし当時の糸子に人を雇う程の甲斐性は無く、同年の女学校卒業後は会社勤めを始める。
入社後、小原呉服店で洋服も扱う内容のチラシを大量に作製し、近隣に配布した。
1934年（昭和9年）、善作と共に転居したが、1937年（昭和12年）、糸子に雇われオハラ洋装店で働くようになる。
1946年（昭和21年）3月、出征していた恋人が復員し、5月にその男性と無事に結婚。
1958年（昭和33年）元日時点では一男一女（律子、正彦）を儲けている。
静子の恋人
演 - 濱口秀二
本名は不明。戦争から復員して静子と再会して結婚した。
それ以後は登場せず、詳しくは不明。
小原清子（おはら きよこ）
演 - 坂口あずさ（幼少期：村上凜、少女期 : 眞木めい）
糸子の次妹で、小原家の三女。1948年（昭和23年）時点で結婚している。
小原光子（おはら みつこ）
演 - 杉岡詩織（幼少期：花田鼓、少女期 : 吉田葵依）
糸子の末妹で、小原家の四女。1947年（昭和22年）春に祝言を挙げた。
小原優子（おはら ゆうこ） → 梶村優子（かじむら ゆうこ） → 小原優子
演 - 新山千春（幼少期 : 瀬尾真優、少女期 : 花田優里音→野田琴乃）
糸子と勝の長女。名前の由来は「優しい子になるように」（祖父・善作が名付け親）。
幼児期は糸子と勝の仕事中は善作の元に預けられており、1番可愛いがられていた。
努力家の優等生だが、融通が利かない上に頭でっかち。ちょっとしたことで自信をなくしてしまう泣き虫。
周囲からは褒められながら育ったが、糸子によると「いけず」であり、頻繁に直子から挑発されては喧嘩をしていた。
高校卒業後は美術大学進学を志していたものの、糸子の冷淡な態度に怖気づき、受験をあきらめる。家業を継ぐ意志を固め、大阪の洋裁学校へ進学。東京の服飾専門学校へ転じ、首席で卒業後にオハラ洋裁店に就職する。
1959年（昭和34年）、梶村悟と結婚。なお、役目クレジットは「小原優子」で統一。
1961年（昭和36年）に長女・里恵を出産、産休明けの職場復帰早々、直子の店の梃入れに再び上京し、年齢を重ねるうちに培った「外面の良さ」を武器に接客を行う。
岸和田と東京を往復する状況が続いたのち、1965年（昭和40年）心斎橋に自分の店を持ち独立。その後は北村と手を組み、店舗を全国規模に展開すべく東京へ進出する。
次女の里香も儲けたが、1973年（昭和48年）に離婚。
1985年（昭和60年）の時点では全国に30店舗を構える一大ブランドとなっており、多忙な日々を送っている一方、娘の里香との関係は険悪だったが、のちに和解。里香が糸子の家で暫く滞在していた間は、仕事の合間を縫いながら里香を案じて度々糸子に電話していた。
梶村悟（かじむら さとる）
演 - 内田滋
優子の夫。服飾専門学校時代から優子と交際し、卒業を機に優子との結婚を前提に糸子に挨拶をし、その席で糸子に就職の斡旋を乞うが、あっさり断られた。
1959年（昭和34年）、優子と結婚後に2人の娘をもうけるが、次第に夫婦仲は悪くなり、小原家に顔を見せなくなる。
1973年（昭和48年）、優子と離婚した。
小原直子（おはら なおこ）
演 - 川崎亜沙美（幼少期：鈴木紗良、少女期 : 心花 → 二宮星）
糸子と勝の次女。名前の由来は「素直な子になるように」（祖父・善作が名付け親）。
幼少時は誰もが面倒を見るのを嫌がるほどの暴れん坊で泣き虫だった。糸子によると「意固地」で、幼い頃から優子に対して強い競争心と嫉妬心を持ち、頻繁に衝突していた。
学校の成績は良くはないが、絵を描くことは得意で感性が鋭い。当初はプロの画家を目指していたが、原口に才能を見出され、高校卒業後は優子と同じ東京の服飾専門学校へ進学。
進学後の1959年（昭和34年）6月に若手デザイナーコンテスト「装麗賞」を史上最年少で受賞。
卒業後、銀座の百貨店に自身の店を開くが不評に苦しむ。
1965年（昭和40年）に店を畳んでパリへ渡る。帰国後は原宿にブティックを開き、「サイケの女王」と呼ばれる人気デザイナーとなる。
1970年（昭和45年）、5歳年下の大輔と結婚。
1985年（昭和60年）の時点では世界中を飛び回って活躍するデザイナーとなっており、頻繁に衝突していた優子とも互いに認め合う間柄となっている。
大輔（だいすけ）
演 - 森下竣平
直子の夫。直子と結婚した際に「5歳年下の美青年」と大々的に新聞報道された。1985（昭和60）年時点で、息子の修平を連れて直子のファッションショー観覧に参加する。
小原聡子（おはら さとこ）
演 - 安田美沙子（幼少期：杉本湖凛、少女期 : 村崎真彩）
糸子と勝の三女。父・勝が出征中、祖父・善作が火事を起こし重症を負うなど、慌ただしい最中に誕生。名前の由来は「賢い子になるように」（松坂家の曾祖父母が名付け親）。
幼い時から、おっとり且つマイペースな性格で、糸子と優子と直子からは「アホ」呼ばわりされて育つ。が、仕事と姉たちのことで頭がいっぱいの糸子には気にかけてもらえず、最も寂しい思いをしてきた。
それほど勉強の出来は良くないが、スポーツは得意で、中学時代以降、数々のテニス大会の優勝し、女子テニス日本一となるが、姉たちと同じ洋裁の道に進むことを決意。
短大卒業後、大阪の洋裁学校に進学するが中退し、オハラ洋装店の手伝いをしながら、姉たちのデザイン画をトレースして独学でデザインを習得する。
1973年（昭和48年）3月にロンドンへ渡り、1985年（昭和60年）の時点では、現地で自らのブランドを立ち上げて活動している。
糸子が逝去した2006年（平成18年）3月26日はイギリスにおける母の日であるとして、緊急帰国した聡子が糸子の棺の中にカーネーションを収める場面があった。
梶村里恵（かじむら りえ）→ 小原里恵（おはら りえ）
演 - 東岡亜美（少女期：亀井理沙）
優子の長女（糸子の孫）。1961（昭和36年）生まれ。
1973年（昭和48年）9月14日のだんじり祭りに合わせて優子と妹・里香とともに東京から帰省している。
老境編で成人して再登場する。1986（昭和61）年、岸和田に帰省し、だんじり祭りで家族揃って料理の準備を手伝う。
梶村里香（かじむら りか）→ 小原里香（おはら りか）
演 - 小島藤子
優子の次女（糸子の孫）。
都内のミッションスクールへ入学するが、学校へ行かず、夜中に遊びに出歩くようになり、1985年（昭和60年）10月、岸和田の糸子の家に突如転がり込む。
岸和田に来た当初は不良の風貌で、優子に対しての反抗から常にジャージを着ていて昼まで寝ているような生活で、岸和田の不良グループと喧嘩する騒動も起こしていた。糸子と生活し、仕事を手伝ううちに徐々に心を開くと同時に糸子に対して思い遣りを持ち、家事や店も手伝い始める。
クリスマスに買ってきた糸子の分のケーキを糸子に勧めた直後、オハラ洋装店のショーウィンドウが地元の不良に壊される。その騒ぎをきっかけに、東京に帰るかジャージを脱ぐか、自分で決めるよう糸子から選択を迫られたあと、クリスマスの翌朝ついにジャージを脱ぎ、その代わりに自分の夏服と優子たち三姉妹の古着で合わせた格好で過ごすようになる。
1986（昭和61）年1月時点、優子が送って来た服を着ようとせず学校にも行きたがらない理由として、半年前から優子の全てが嫌になったと糸子に初めて打ち明けると、それは大人になろうとしているのだと糸子から慰められる。
1986（昭和61）年7月20日に糸子のブランド「オハライトコ」の披露を見届けた後、高校へ行くことを誓って東京へ戻る。その後も9月14日のだんじり祭りに合わせて優子と理恵とともに帰省し、だんじりのかっこよさに見惚れる。聡子のブランドの洋服を気に入っている。
2001年（平成13年）時点で優子の仕事の手伝いをしていて、結婚しており、娘もいる。
修平（しゅうへい）
演 - 西村亮海
直子の長男（糸子の孫）。1985（昭和60）年時点、直子のブランドのファッションショー現場に大輔とともに立ち会い、観覧に来た糸子と里香と会う。

### オハラ洋装店
小野寺昌子（おのでら まさこ）
演 - 玄覺悠子
役目クレジットは「昌子」。オハラ洋装店に住み込みで働く縫い子。口癖は「（先生、）あきません!」「（先生、）ええ加減にしてください!」。愛称は「昌ちゃん」。
店舗の経営面について管理が厳しく、糸子にもしっかりと意見するお目付け役的存在。
勝の浮気が発覚する以前から怪しんでおり、糸子に忠告する。
戦後は糸子らと東京へ出向き、八重子が店を再開するためのパーマ機購入を手伝うなど、何くれとなく糸子を助ける。
第一回オハラ洋装店ファッションショーでは司会を担当する。
1954年（昭和29年）時点では未だに独身らしく、縫い子が増えたために近くのアパートに住んでいた。
曽我りん（そが りん）
演 - 大谷澪
役目クレジットは「りん」。オハラ洋装店の縫い子。
服の注文が減って縫い子の人手が要らない戦争中は、糸子の子どもたちの子守をさせられていた。
宮澤幸子（みやざわ さちこ）
演 - 高田真衣
役目クレジットは「幸子」。オハラ洋装店の縫い子。糸子からは「さっちゃん」と呼ばれている。
磯村トメ（いそむら トメ）
演 - 吉沢紗那
役目クレジットは「トメ」。オハラ洋装店の縫い子。臆病で、空襲が近づき皆が防空壕へと走る中、布団から出られず避難を拒絶した。その時ともに家に残ってくれたハルと、以降親密になる。
松田恵（まつだ めぐみ）
演 - 六角精児
戦後、糸子が「女性だと思い込んで」経理担当として雇った。
戦前は心斎橋の大手洋品店「浪速洋品店」で経理や秘書を担当していたため、当時の人脈から糸子に泉州繊維商業組合を紹介する。
中村春太郎の大ファン。
糸子と周防の件では相当なショックを受けており、「太鼓」で人目もはばからずに号泣する。
- ※以上の出演者は第22週（1973年9月14日のだんじり祭の日）まで出演。

山口孝枝（やまぐち たかえ）
演 - 竹内都子
1985年（昭和60年）時点のオハラ洋装店の事務員。
糸子のブランド立ち上げにあたり、経営について高山から厳しく指南され、頻繁にパニックを起こしたり泣いたりしていたが、糸子になだめられ、耐えながら経営を学んだ。
2001年（平成13年）時点では糸子のスケジュール管理などを行うマネージャー的存在になっている。
水野浩二（みずの こうじ）
演 - 小笹将継
1985年（昭和60年）時点のオハラ洋装店の洋裁師。大柄な割には内気で声が小さく、糸子にたしなめられていたが、「オハライトコ」ブランド立ち上げの際には粘り強く落ち着いたところを見せ、最も頼りになる存在となる。
洋裁師を目指すきっかけとなるほどの斉藤源太のファンである。
篠山真（しのやま まこと）
演 - 中山卓也
1985年（昭和60年）、オハラ洋装店の向かいに金券屋「岸城商会」を開店。以来、糸子に何かと気にかけてもらった縁で、金券屋閉店後、2001年（平成13年）時点ではオハラ洋装店に勤務している。
フミ子
演 - 千田訓子
2001年（平成13年）時点のオハラ洋装店の従業員。

### 神戸・松坂家
神戸で紡績業を営む「松坂紡績」（千代の実家）。神戸大空襲で焼失したが、終戦後に再建。
松坂清三郎（まつざか せいざぶろう）
演 - 宝田明
糸子の母方の祖父（千代の父）。丁稚奉公から苦労の末に松坂家に婿入りした。
糸子ら孫には甘く、やんちゃぶりにも目を細めている（が、貞子とは異なり、金銭感覚はシビア）。
別の人物との結婚が決まっていた千代と駆け落ち同然で結婚し、しかも千代に金の無心の使いまでさせる善作のことは快く思っていなかったが、のちに糸子の縁談を機に和解。
善作が火傷を負った際には見舞いに訪れ、まだ名前の決まっていなかった、ひ孫・聡子の名付け親となる（名付けの由来は「聡明」から）。
1945年（昭和20年）、1月に糸子が訪れた際にはすでに認知症気味（まだらボケ）となっており、糸子を女学生だと認識したり、千代と勘違いしたりするなどした。その際、自身と似た境遇であったにもかかわらず冷たく接していた善作へのお詫びの言葉を涙ながらに述べ、性格は丸くなっていた。
戦後は貞子と穏やかな余生を過ごす。
1947年（昭和22年）の冬に逝去。
松坂貞子（まつざか さだこ）
演 - 十朱幸代
糸子の母方の祖母（千代の母）。男孫が多いため、特に糸子ら女孫には甘い。
贈り物好きで、海外旅行の土産や洋服などを小原家に頻繁に送っている。金をいとわず孫のおねだりにも気軽に応じる点については、清三郎からたしなめられている。
心斎橋のパーラーへよく行くため、中村春太郎と頻繁に遭遇している。
糸子の祝言には「金を惜しまない」と言い、上等な衣装を用意する（が、祝言間際まで仕事を請け負った糸子のせいで当日には日の目を見ることはなかった）。
1939年（昭和14年）頃の戦時中では、「松坂紡績」が軍服を作らなくてはならない状況となっており、それを悲観して「死んでも作らない」と反発する。
清三郎と善作の見舞いに訪れた際には、腰を悪くしていたが、相変わらず元気そうで、まだ決まっていなかった、ひ孫・聡子の名付け親となる（「糸子と似ている」との理由から、名前の読みを提案した）。そして「辛気臭い」と感じたために上等な大島紬でもんぺを作っていたことも分かり、糸子が「着物に戻せるもんぺ教室」を開くきっかけをつくる。
1945年（昭和20年）1月には糸子らと再会し、松坂家所有の姫路の山荘に疎開することを告げ、「生き延びや」と温かな声をかける。戦中末期には工場と神戸の自宅は焼けてしまうが、存命であり、戦後は清三郎と穏やかに余生を過ごす。
1959年（昭和34年）の時点で既に他界している。
松坂正一（まつざか しょういち）
演 - 田中隆三
糸子の母方の伯父（千代の兄）。泉州地区の取引先へ出向く機会が多いことから、千代と糸子ら姪達が不自由していないか様子を伺うために、時折岸和田に立ち寄る。
市場調査で訪れた「ロイヤル」で川本勝と知り合い、勝の気持ちを確かめ、善作に話を通したり、糸子と会う機会を作るなど、水面下で糸子の縁談を進める。
勝への召集令状が届いたことを知り、勝の出征前に息子の勇とともにオハラ洋装店を訪れている。
戦後1948年（昭和23年）にオハラ洋装店へ光子の祝言（劇中には出なかった）以来1年ぶりに訪れている。
松坂絹江（まつざか きぬえ）
演 - 押谷かおり
糸子の母方の伯母（正一の妻）。
松坂勇（まつざか いさむ）
演 - 渡辺大知（少年時代：大八木凱斗）
糸子の母方の従兄弟（正一の息子）。
幼い頃から糸子とは仲が良く、話を弾ませている。糸子が幼い時にダンスホールに連れて行き、糸子が洋服を知るきっかけとなる。
1933年（昭和8年）の時点では東京の大学に進学。
戦時中には工場長となっており、召集を免れていた。
1948年（昭和23年）に祝言を挙げる。
その後はセレベス島（現スラウェシ島）に渡ってコーヒー農園を開き、1955年（昭和30年）秋の時点では6歳になる息子タカシがいる。

### 岸和田の人々

#### 吉田家
吉田奈津（よしだ なつ） → 桜井奈津（さくらい なつ）
演 - 栗山千明（少女時代：高須瑠香、晩年 : 江波杏子）
高級料亭「吉田屋」の一人娘。糸子とは尋常小学校、女学校時代の同級生。
子供の頃から若女将として家業を継ぐために稽古事や美容に取り組んできており、糸子に対して高慢で素気無い態度を取るものの、どこか糸子の動向が気になり、時に手を差し伸べる。
糸子も気むずかしさを感じつつも、なんだかんだ気にかけており、糸子にとっては、幼少時代から人生を通して唯一つながりの深い友人である。
面食いであり、少女時代から泰蔵に片思いしていたが、失恋。のちに女たらしの中村春太郎と交際したり、初婚の夫には逃げられるなど、男運は悪かった。
1933年（昭和8年）の正月頃には既に吉田屋の若女将として働いていた。同じ年の春に結納を済ませた直後に父親が倒れ、同年の夏に逝去した後も、気落ちした母と頼りにならない夫の分も気丈に働く。
暫く景気は良かったものの、1943年（昭和18年）、客入りが悪くなり、1万円の借金を抱え、軍需工場に安値で吉田屋を売却。残りの借金を踏み倒し、母と共に夜逃げした後、出逢った一人の復員兵と行動を共にした。
1946年（昭和21年）、糸子が居場所を突き止めて再会した時にはパンパンとなっていた。玉枝の説得により「安岡美容室」に就職し、踏み倒した借金は糸子に保証人となってもらい、月払いで返済することとなる。
その後、美容師として勤め、1948年（昭和23年）に桜井から求婚されて再婚する。
桜井との結婚後は、桜井の郷里である四国へ転居したが、桜井の死後、再び岸和田に戻り、10年後の2001年（平成13年）に岸和田中央病院入院中に糸子と再会する。
プライドの高さはいまだに変わらなかったが、生きているうちに会えたのは「奇跡」だと、昔の奈津の姿を思い出した糸子は感動を覚える。
退院後は、糸子と龍村院長の説得を受け、老人ホームに入居。
2011年（平成23年）10月時点でも存命で、本作品のラストは、劇中で放送されている「カーネーション」第1回を病院で見ている車椅子姿の奈津で締めくくられた（この際の奈津を演じたのは小原直子役の川崎亜沙美の祖母）。
桜井竹夫（さくらい たけお）
演 - ラサール石井
第17週で登場。奈津の再婚相手。奈津が働いている安岡美容室をのぞき込んでいる様子を糸子は当初不審がっていた。後日、結婚するために燕尾服の作成の依頼にオハラ洋装店を訪れる。その際に結婚相手が奈津であることを告げ、再婚や年齢的な理由から着用を遠慮する奈津のために内緒でウエディングドレスの作成も依頼した。奈津の過去についておおよその見当がついているが「大事なのはこれから先の未来だ」と考えていた。
2001年（平成13年）の時点では、奈津を残し、すでに亡くなっている。
吉田志津（よしだ しづ）
演 - 梅田千絵
「吉田屋」の女将（奈津の母）。
元々身体が弱く、病気がちだったらしく、夫を亡くした直後は気落ちし、すっかり気力をなくしていた。
借金を抱えて奈津と共に夜逃げした後、1946年（昭和21年）の時点で既に他界したことが奈津の口から語られた。
吉田克一（よしだ かついち）
演 - 鍋島浩
「吉田屋」の主人（奈津の父）。
奈津が結納を済ませ、結婚を控えた1933年（昭和8年）の春に倒れ、同年の夏に死去する。
吉田康夫（よしだ やすお）
演 - 真鍋拓
奈津の夫。
克一が亡き後に男手が足りない吉田屋の婿養子として周囲から期待されていたが、仕事をサボって、出入りする芸妓や近隣住民の宴会に紛れて遊んだりしており、奈津からはたびたび叱責されていた。
1942年（昭和17年）、芸妓と共に蒸発してしまう。

#### 安岡家
糸子が幼い頃から家を行き来したり、一緒に食事をしたりするなど、親交が深い。髪結い（1946年（昭和21年）からは「安岡美容室」と改称し再出発。この際に糸子の作った白い洋服のユニフォームを採用）を営む。
安岡玉枝（やすおか たまえ）
演 - 濱田マリ
髪結いを営み、夫が戦地の青島で赤痢で病死して以来、女手一つで2人の息子を育てている。
カレーを作るのが得意。糸子ら小原家とは交流がある。通称「安岡のおばちゃん」。
子煩悩かつ極度の心配性。初めて泰蔵が大工方を務めた際には、息を止めて見ていたために気絶してしまった。
のちに、周囲に弱味を見せない奈津にとっては唯一心を許せる人物となっていく。
1940年（昭和15年）頃より、贅沢を慎む世間の風潮から店の景気が悪くなった。戦地から帰って以来塞ぎ込んでいた勘助がようやく仕事に復帰した折、彼を元気付けようとした糸子の配慮が仇となって夜に自殺未遂したために憤慨。安岡家に対する糸子の配慮の無さを非難して絶縁を言い渡す。
追い打ちをかけるように、召集された2人の息子が戦死。状況が悪化するたびに八重子への八つ当たりも激しくなり、勘助の葬式行列参列を除いて自室に塞ぎ込んでいた。
1946年（昭和21年）、糸子が意を決して訪れ再会したときには、自室に寝たきりの状態になっていたが、夜逃げの末にパンパンとなった奈津への説得を機に起き上がれるようになり、新装開店した「安岡美容室」で再び働き始める。その際八重子にこれまでの仕打ちについて謝罪し、糸子ともこの件を機に和解した。
1954年（昭和29年）時点では、美容室の経営を八重子に譲り、孫の太郎の子である曾孫の面倒を見ていた。
1970年（昭和45年）時点で病院に入院。お見舞いに訪れた糸子との会話では、戦時中で勘助がよっぽど酷い目に遭わされたと思っていたが、待合のテレビで観た戦争の番組特集で日本軍が戦地でしたことを知り、改めて勘助がおそらく戦地でやったんだと放心したように静かに話した。
1972年（昭和47年）3月、既に退院して小原家のひな祭り祝いに参加した。半年後の9月に他界。臨終を確認した八重子、後から連絡を受けて駆けつけた糸子に見守られる。
安岡泰蔵（やすおか たいぞう）
演 - 須賀貴匡
玉枝の長男。だんじりの大工方を7年間務めた。通称「泰蔵兄ちゃん」。小原家も一目置いている。
思いを寄せられていた奈津については、勘助の同級生の1人であることは知っていたが、彼女の気持ちには気づいていない様子であった。
幼い頃に糸子が川で溺れたときには川に飛び込んで助けてくれ、「だんじりに乗りたい」と言ったときには乗せてくれた。
1928年（昭和3年）、八重子との結婚を決め、同年4月14日吉田屋で祝言を挙げる。
糸子が根岸良子と町中を洋服で歩いた際に偶然遭遇し、とても驚いた。
1943年（昭和18年）3月出征し、1945年（昭和20年）に戦死、7月に戦死公報が届いた。
安岡勘助（やすおか かんすけ）
演 - 尾上寛之（少年時代：吉岡竜輝）
玉枝の次男。糸子や奈津の尋常小学校時代の同級生で、彼女を「糸やん」と呼ぶ。弱虫でお調子者。糸子とは、なんだかんだでうまく付き合っている。
1927年（昭和2年）中学校在学時には同級生から虐めを受けており、その現場を目撃した糸子に助けられる。
1930年（昭和5年）、卒業後に紡績工場に就職したが性に合わず、不況も重なったことで、同年秋に和菓子店に転職した。糸子が心斎橋百貨店から制服の仕事を受注した際に積極的に協力した。
1933年（昭和8年）、ダンスホールの花形ダンサーになっていたサエに惚れて、給与をサエと踊るためにつぎ込む。しかしサエとはまったく踊れず、現場で糸子に説教されて諦める。
1937年（昭和12年）、赤紙が届き出征した。1941年（昭和16年）夏に帰還した時には廃人状態になっており（原因は不明）、自室に引きこもる。暫く後に和菓子店に職場復帰するが、仕事帰りに糸子に誘われカフェ「太鼓」に行った際、糸子が呼んだサエの顔を見た途端フラッシュバックを起こし、同夜自宅の2階から飛び降り自殺を図った。
1944年（昭和19年）9月、再び応召した。その当日に糸子の姿を小原家の外から垣間見、その際に偶然出会った光子に遺言めいた言葉を伝え、それから1か月後に戦死した。
1970年（昭和45年）時点で入院中の玉枝から糸子への会話のあとで「心の優しい勘助は、そんな自分をどれほど追い詰め、あの暗い部屋で、何度自分の心を殺しただろうか」と糸子は語りで勘助のつらい状況を察した。
安岡八重子（やすおか やえこ）
演 - 田丸麻紀
泰蔵の妻。美容師を目指していたところ、髪結い屋の息子である泰蔵との縁談を親に勧められ結婚。祝言の日まで泰蔵とは会ったことが無かった。
結婚後、3人の息子（太郎、次郎、三郎）を儲け、髪結い店の手伝いをする。
見かけは地味だがファッションに詳しく、糸子とファッション雑誌を一緒に見ながら盛り上がったり、相談事に乗ったりしている仲。
玉枝と糸子とのいざこざに巻き込まれ、糸子と疎遠になったこともあったが、「出征する泰蔵の見送りにきてもらいたい」と懇願したことをきっかけに和解。
導入して間もないパーマネントの機械を軍事供出されて仕事を失った際には、オハラ洋装店に雇ってもらった。
勘助の帰還以降、義母の玉枝からの八つ当たりに耐え続けるも、終戦後の昭和20年（1945年）10月に限界となり、息子たちを連れて実家へ帰ろうとする。だが糸子の説得で、実家には帰らずもう一度好きな仕事で生活を確立することを決心。資金を糸子から借り、木之元と昌子の協力も得て、中古ながらパーマネント機を購入。美容室の経営を再開する。やがて臥せっていた玉枝が復帰し、奈津も加わって正式に「安岡美容室」を開店後は軌道に乗り、1954年（昭和29年）時点で助手2人を雇うまでになる。
玉枝他界後の1973年（昭和48年）、店を閉め、太郎の元に移ることを糸子たちに漏らす。
1985年（昭和60年）時点で既に故人。
安岡太郎（やすおか たろう）
演 - 倉本発（少年時代：大原光太郎）
泰蔵と八重子の長男。中学時代は、海軍（予科練）に行くことに憧れていた。仕事帰りの八重子を迎えに行き八重子の荷物を率先して持ったり、八重子が実家に帰ることを決めた際には一人残される玉枝のことを心配し糸子に相談するなど、家族思いの少年であった。
1954年（昭和29年）時点では、子供が生まれている。
安岡次郎（やすおか じろう）
演 - 三田村陽斗（幼少期 : 坪田大輝）
泰蔵と八重子の次男。
安岡三郎（やすおか さぶろう）
演 - 山田涼太
泰蔵と八重子の三男。1973年（昭和48年）時点では既に成人・結婚して子供が生まれている。9月14日のだんじり祭り当日に家族で帰省している。
安岡洋介（やすおか ようすけ）
太郎の長男。

#### 枡谷パッチ店
桝谷幸吉（ますや こうきち）
演 - トミーズ雅
市内の枡谷パッチ店の店主（大将）。糸子にとって、最初の師匠のような存在。
おおらかかつ穏やかな人柄。毎日店を覗き込む糸子を気に入り、店に招き入れ、やがて就職に誘う。
世間の不況の煽りを受け、店の経営が厳しくなると悔しくも糸子を解雇。その後、善作に偶然会った際に、糸子を解雇したことについての謝罪をするとともに、糸子に商才と先見の明があるとも話し「洋服は儲かる」と予言した。
2年後、百貨店の制服作りでミシンを借りようと店にやってきた糸子と再会でき、妻と喜びの笑みを浮かべた。
桝谷さよ（ますや さよ）
演 - 一木美貴子
幸吉の女房。幸吉同様、糸子を気に入っている。糸子が不況を理由に店をやめさせられることになった際には夫と共に悲しんでいたが、糸子が再び店を訪ねた際には喜んだ。
坂本（さかもと）
演 - 金谷克海
枡谷パッチ店の職人。職人の中では一番長く、幸吉の次の地位にある存在。
岡村（おかむら）
演 - 河野智宏
枡谷パッチ店の職人。同僚の田中とはどっちが先輩かで10年以上喧嘩している。店に働き出したのは田中より1週間早い。
田中（たなか）
演 - 湯浅崇
枡谷パッチ店の職人。職人の中では一番厳格。同僚の岡村とはどっちが先輩かで10年以上揉めている。岡村より年上である。父親が男物のアッパッパを着用していることから、糸子が洋服を作る前段階として提案した。糸子が百貨店の制服作りを任されたことを知った際には感心していた。
山口（やまぐち）
演 - 中村大輝
枡谷パッチ店の職人。店では糸子より2年先輩だが、仕事の腕前は彼女より下。糸子によると、「おかしな人」。糸子がパッチ店在職中は、下っ端の職人の仕事を厳しく教えていくが、徐々に糸子を応援するようになる。閉店後にミシンを扱うのを楽しみにしており、それを理由に糸子を先に家に帰らせていた。糸子が店を解雇された後に小原呉服店を訪ね、糸子に大将の枡谷が本来なら自分をやめさせるつもりだったと伝えた。

#### 木之元家
木之元栄作（きのもと えいさく）
演 - 甲本雅裕
小原呉服店の近在で電器店を営んでいる。
以前から業態をたびたび変更しており、電器店の前はビリヤード場だった。
善作とは将棋仲間。「電器屋」と呼ばれ、善作からは「ヘラヘラしてばかりいる」と思われている。
糸子の祝言には出席し、乾杯の音頭を取る。
直子の出産時に糸子が産気づいているところに偶然居合わせ、出産に一役買う。
1954年（昭和29年）時点では電器店を廃業し、息子に後を継がせ、「アメリカ商会」なる輸入雑貨店になっている。
1961年（昭和36年）カフェ「太鼓」を前経営者から譲られ、「アメリカ商会」を閉店、「太鼓」のマスターとなった。
1985年（昭和60年）時点では既に故人。
木之元節子（きのもと せつこ）
演 - 西村亜矢子
栄作の妻。電器店開店後に結婚した。
基本的に無愛想。口数が少なく、冷淡な態度で接するため、糸子ら近所の子どもたちは恐れている。
善作の葬儀時には食料が豊富にある小原家に「闇市をやっている」などと蔭口を言う近所の者を咳払い一つで窘める。
戦時中は、周囲から「非国民」と非難された糸子を配給所へ誘う。
第一回オハラ洋装店ファッションショーには美代とともに出席する。
1985年（昭和60年）時点では既に故人。
木之元志郎（きのもと しろう）
演 - 城土井大智
栄作と節子の長男。父の後を継ぎ、輸入雑貨店「アメリカ商会」を営んでいる。1961年（昭和36年）には、「アメリカ商会」を閉め、日本橋の電器店に勤めている。

#### 木岡家
木岡保男（きおか やすお）
演 - 上杉祥三
小原呉服店の隣で履物（下駄、草履）店を営んでいる。
美代の尻には敷かれ気味。「日本の魂」として下駄や草履しか置いていなかったものの、1930年（昭和5年）時点では時代の流れに抗し切れず、ついに靴を扱うようになる。
糸子が仕事をしすぎてしまい、膝を痛めたときには、背負って「だんじり並みの勢い」で近所の医院へ運んでくれる。
善作が火傷を負った際には小原家の異変に気がつき、医院まで善作を搬送する手伝いをする。
中途からは木之元、糸子とともに闇市へ行ったり、安岡美容室の開店にも協力している。
糸子と周防の件では、善作に代わって糸子に厳しい言葉を浴びせる。
1985年（昭和60年）時点では既に故人である。
木岡美代（きおか みよ）
演 - 飯島順子
保男の妻。
幼い時の糸子にはアッパッパについて教えてくれた。
善作が火傷を負った件では、糸子が聡子を身ごもっていたため、糸子の濡れた身体を気遣う。
善作危篤時には虫の知らせで幽霊となった善作と会っており、糸子について「よろしく頼む」と言われた。
戦時中は、周囲から「非国民」と非難された糸子を節子とともに配給所へ誘う。
第一回オハラ洋装店ファッションショーには節子とともに出席する。
1985年（昭和60年）時点で既に故人。
木岡靖（きおか やすし）
演 - 多々納斉
保男の弟。戦時中は小さな軍需工場を経営していたため羽振りがよく、善作たちに大盤振る舞いをしていた。戦時中、オハラ洋装店のミシンが金属供出されそうになった際には、糸子に軍服を作る仕事を斡旋した。このおかげでオハラ洋装店は軍需工場とみなされ、ミシンは供出を逃れた。

#### 泉州繊維商業組合
地域の服飾業界の情報交換の場となっている。
三浦平蔵（みうら へいぞう）
演 - 近藤正臣
貝塚で紡績業を営む泉州繊維商業組合の組合長。泉州の服飾業界の｢ドン｣。懐深い親分肌で、組合員の悩みにも相談に乗っている。とくに活きの良い若者を好み、女手一つで洋装店を繁盛させている糸子にも一目置いている。糸子・北村・周防の仲をうまく取り持ち、1948年（昭和23年）北村の既製婦人服工場・販売店開設に手を貸す。
1985年（昭和60年）時点では既に故人。
北村達雄（きたむら たつお）
演 - ほっしゃん。
泉州繊維商業組合の組合員。ファッションビジネス界で成り上がりを狙う野心家だが、実はお調子者。流行には疎く、脇が甘い。糸子を「里芋」と呼び、何かにつけぶつかってばかりいながら、彼女と奈津の関係のように波長が合っているようにも見える。男兄弟6人の家庭で育ったため威勢の良い喧嘩口調である。
心斎橋に婦人服のレディ・メイドの工場・販売店「北村商会」を立ち上げるにあたり、工場監督の周防への指導を三浦を通じて糸子に依頼する。仕事を一緒にするうちに糸子に恋をするが、糸子と周防が互いの思いを告白し抱き合っている場面を目撃し、失恋。「糸子と周防が共謀し店の金を巻き上げようとしている」と噂を流し、周防を解雇する。
糸子が仕事の見学に連れて来て以来、小原家とオハラ洋装店の従業員たちに気に入られ、糸子の娘たちから父親のように親しまれる。また北村も、頻繁に小原家を訪れる様になる。
1959年（昭和34年）に再び糸子と手を組んで事業を展開するが、糸子の流行の読みが外れ失敗。売れ残った商品にディオールのタグを付け販売し、詐欺で逮捕される。数か月後の優子の結婚式の頃には釈放され、式に引きずり出された。その後も組合や小原家へ出入りしている。1965年（昭和40年）頃、優子に心斎橋の店舗物件の情報を伝え、独立・開店の手助けをした。また、糸子や三姉妹から半ば強引に勧められたミニスカートの既製服販売が大当たりし、大儲けをした。1973年（昭和48年）には糸子に東京での事業の参画を打診したが、断られた。
1985年（昭和60年）時点では既に故人だが、北村が東京で興した会社は大手の衣料品チェーン店となっている。
周防龍一（すおう りゅういち）
演 - 綾野剛
紳士服職人。長崎でテーラーを営んでいたが、原爆で店が焼失し、親戚の伝をたどり妻子と共に岸和田に渡ってきた。三味線が得意であり、宴会の場において長崎弁が通じにくい中でコミュニケーションをはかるために持参したり、仕事の休憩時間などに弾いている。終戦直後に仕事がなく三浦のかばん持ちをしていた時、組合の宴席で初めて糸子と出会う。その後三浦から改めて糸子を紹介され、紳士服を仕立てるためにオハラ洋装店に数日間通った。
1948年（昭和23年）、北村が新たに立ち上げた婦人服工場の監督を務めることとなり、監督への指導に任命された糸子と再会。相思相愛となった糸子との噂を流され工場を解雇されるが、三浦が仲介し、オハラ洋装店でテーラーとして採用される。その後、糸子が資金を貸し隣町に自らの店を開店する。
1968年（昭和43年）ごろに開業資金を完済した後はオハラ洋装店との関係は途絶えていたが、1970年（昭和45年）に妻が他界したことが三浦から糸子に伝えられた。
1973年（昭和48年）には子供も独立し、店を閉め、長崎の田舎への帰郷を三浦に漏らしている。
2005年（平成17年）時点では既に故人であることが娘の川上によって語られている。

#### 心斎橋百貨店
花村喜一（はなむら きいち）
演 - 國村隼
心斎橋百貨店の支配人。女性店員の制服作製の売り込みに来た糸子を、最初は飛び込みで来た実績の無い若い女性ゆえに、軽くあしらい断った。しかし後日、糸子が身にまとって見せた制服の試作を見て採用を決定。初売と同日に披露を計画し、前日の1月2日の午前10時までの納品を指定し、合計20着発注する。
入り口の店員
演 - 辻本瑞貴
百貨店にやってきた糸子から社長に会わせてほしいと頼まれ、社長不在中のために花村支配人に引き合わせるが、結果、支配人から大目玉を食らう。糸子が試しに作って来た制服を見て着てみたいと言い、密かに応援をする。
エレベーターガール
演 - 加藤千果

#### 紳士服ロイヤル
店主
演 - 団時朗
隣町の紳士服店（テーラー）の店主（大将）。商売人として未熟な糸子の再修行先として、紳士物のほうが洋装が進んでいると見て、善作が店を探し出し話をつける。糸子に対して無愛想で、糸子が客のサエと衝突した際には長時間に渡り叱責した。紳士服専門のためドレスなどの婦人服に関する知識は持っておらず背広が洋服で一番と思っており、女性客とドレスを心の中で見くびっている。そのため、次々舞い込むドレスの受注をこなす糸子に、仕事が雑になっても構わないから早く仕上げるように急がせるが、結果的に手を抜かずに効率的に仕上げる方法として糸子独自の立体裁断を編み出すきっかけとなる。

#### 末松商店
店主
演 - 板尾創路
ロイヤルの次に糸子が修行に行った生地店の店主。糸子を縫い子としてのみ働かせていた。だが糸子の希望で、夜自宅でセーラー服を縫い仕上げることを条件に糸子を店頭に立たせる。一見、無愛想に見えるが、給与の支払いはとてもよい。当初店主は糸子に店を繁盛させることはできないと軽く見ていたが、糸子は生地の見立てと立体裁断により多くの客を集める。
長谷ヤス子（はせ やすこ）
演 - 中村美律子
糸子が末松商店の店主の留守中の店番中に、来店した客。洋服作りの生地選びに来店したところ、糸子がヤス子に似合う生地を見立て無料で立体裁断を施し販売した。後日、出来上がった洋服と糸子の仕事に感激し、近所の婦人たちを客に連れて来る。結果、客が客を呼び、注文が殺到するようになる。
糸子が独立し間もない時、大山と共に小原洋裁店を訪れ、断る糸子に立体裁断のみの依頼をごり押しした。
戦時中は3人の息子が出征した。

#### 東京の服飾専門学校
原口猛（はらぐち たけし）
演 - 塚本晋也
優子、直子が通う東京の服飾専門学校のスタイル画の教師。大阪の洋裁学校時代の優子から送られたデザイン画を見て、才能を見いだし、東京へ誘う。また、小原家を訪れた際、高校生の直子に服飾専門学校への進学を勧めた。
斉藤源太（さいとう げんた）
演 - 郭智博
直子の服飾学校の同級生。話し言葉は、青森ことば。オハラ洋装店の従業員から「じゃがいも」とあだ名をつけられている。1959年（昭和34年）9月に直子に続き「装麗賞」を受賞する。1964年（昭和39年）にパリへ渡った後、1970年（昭和45年）日本人初のパリコレ進出を果たす。2011年時点でも存命しデザイナーとして活躍し続けている。
吉村（よしむら）
演 - ドヰタイジ
直子の服飾学校の同級生。1970年（昭和45年）の時点で渋谷に店を持ち、マスコミに取り上げられるほどの有名デザイナーとなっている。
小沢（おざわ）
演 - 野田裕成
直子の服飾学校の同級生。1970年（昭和45年）の時点で青山に店を持ち、マスコミに取り上げられるほどの有名デザイナーとなっている。

#### 晩年の糸子をとりまく人々
河瀬譲（かわせ ゆずる）
演 - 川岡大次郎
生地問屋「川瀬商会」の御曹司。曾祖父が戦時中、大量の金糸入りの贅沢な生地を売れなくなり困っていたところ、糸子に買い取ってもらい助けてもらった話を聞き、友人の栄之助に糸子を頼ることを提案する。その後、糸子のブランド立ち上げに協力する。
河瀬譲の父
演 - 佐川満男
生地問屋「川瀬商会」の社長。善作が取引していた当時の川瀬商会の経営者の孫にあたる。1985年（昭和60年）の時点で既に妻は他界し、独り身である。2005年（平成17年）、死去。
吉岡栄之助（よしおか えいのすけ）
演 - 茂山逸平
譲の友人で、京都の老舗呉服屋の息子。中国へ出向き生地を買い付けたものの、間違えて100反発注する。譲から、譲の曾祖父が糸子に助けてもらった話を聞き、糸子に泣きつくが断られる。譲と共に知恵を絞り、件の生地を使っての洋服のデザインを糸子に依頼。糸子に承諾され、出来上がった服を販売したところ、好評で完売となる。これをきっかけに「オハライトコ」ブランドを立ち上げる企画を糸子に持ちかける。
高山守（たかやま まもる）
演 - 藤間宇宙
譲と栄之助の友人。商社である「春光商事」に勤務し、アパレル部門を担当している縁で、糸子のブランド立ち上げに協力を名乗り出る。相手の気持ちを推し量らずに、はっきりと物事を言うため、オハラ洋装店の事務の孝枝と糸子と頻繁に衝突しながらも、ブランド立ち上げに向け熱心に指導していく。2001年（平成13年）時点では東京本社へ異動しているが、だんじり祭の日に譲や栄之助とともにオハラ洋装店を訪れ、糸子と再会した。
神山正志（かみやま まさし）
演 - 榎田貴斗
第23週で登場。岸和田での里香の友人で不良高校生。喧嘩で怪我をした里香をオハラ洋装店まで背負ってくる。その後も里香に好意を持ち、ことあるごとに顔を合わせ、一緒にクリスマスケーキを食べに行く。里香が東京に戻った後はだんじり祭の際に会う程度となり、2001年（平成13年）時点では2児の父となっている。

#### 岸和田中央病院
龍村英一（たつむら えいいち）
演 - 辰巳琢郎
岸和田中央病院院長。糸子に病院でのファッションショー開催を依頼する。奈津の態度が変わるほどの男前であり、患者たちにも人気がある。香川事務長からは「ワインとゴルフのことしか考えていない」と言われ、糸子と相川総婦長が衝突しそうになるとその場を逃げ出す。奈津が老人ホームに入る際、糸子の世話になることを嫌がる奈津を粘り強く説得して同意させた。
相川節子（あいかわ せつこ）
演 - 山田スミ子
岸和田中央病院総婦長。病院でのファッションショーで患者をモデルにするという糸子の提案に猛反対する。その後も糸子とはたびたび衝突するが、医療の仕事については強い信念と責任感を持っており、その姿に糸子も敬意を持つようになる。ファッションショー終盤で感極まって何も言えなくなった糸子に代わり、司会を務めた。
香川俊夫（かがわ としお）
演 - 蟷螂襲
岸和田中央病院事務長。病院での患者向けファッションショー開催を提案する。香川の母が、オハラ洋装店のファッションショーに何度も行っており、帰宅してから俊夫に楽しそうに話していた。
吉沢加奈子（よしざわ かなこ）
演 - 中村優子
末期がんの入院患者。夫と2人の息子がいる。病院のファッションショーへの出場を希望し、病状が重いために当初選考漏れとなったが、「病床の自分の姿を見て怯える子供たちに奇麗な姿を見せたい」との強い思いが相川と糸子の心を動かし、追加での採用となり大トリでの起用となる。その後、病気は回復し、糸子が亡き後の2010年（平成22年）9月のだんじり祭の日、小原家のサロンで行われているパーティーに、家族と一緒にやって来る。
定岡義彦（さだおか よしひこ）
演 - FUMIHITO
糸子の依頼を受けた直子の紹介で来た振付師。ファッションショーに出演する看護婦や患者に歩き方や振り付けを指導する。

### その他の人々
中村春太郎（なかむら はるたろう） → 中村冬蔵（なかむら ふゆぞう）
演 - 小泉孝太郎
1930年（昭和5年）当時の若手歌舞伎俳優。雑誌で特集ページが組まれるほどの人気ぶりであった。貞子によると女誑しで、心斎橋のパーラーで毎回違う女性とデートをしている。その女性の1人に吉田奈津もいた。根岸良子とも顔見知りで、先述のパーラーで偶然会った際には親しげに話しかけてきた。岸和田のダンスホール「カンカンホール」にも時折来店し、人気踊り子のサエの心を奪う。
1942年（昭和17年）の時点では既婚者となっていたが誑しとの噂は絶えなかった。
その後はラジオやテレビに出演する場面が描写されており、1960年（昭和35年）中村冬蔵を襲名する。
1986年（昭和61年）、人間国宝に選ばれ、ブランドを立ちあげた糸子の発表会の記事を押しのけて新聞の一面を飾った。
サエ（さえ）
演 - 黒谷友香
岸和田のダンスホール「カンカンホール」の人気の踊り子。勘助に思いを寄せられるが、客の1人としてしか見ていない。勘助を連れ戻そうとダンスホールに来た糸子が洋裁職人と知り、後日ロイヤルに来店し、糸子を指名した上でイブニングドレスの作製の依頼をする。試作段階のドレスを買い取ろうとして糸子と衝突したこともあったが、仕上がったドレスに満足し、件の客が来るからと糸子をダンスホールに招待した（しかし、客の正体が中村春太郎と知り、糸子は愕然とする）。
ドレスを作ってもらってから、糸子と打ち解ける仲となるが、糸子が春太郎の実態を述べ反対しても信じようとしない。「ロイヤル」の店主が女性客を見下していることを見透し、嫌っていることから、糸子に直接注文をしたいために、糸子に独立を勧める。
1941年（昭和16年）、糸子に頼まれ、勘助を元気づけるために待ち合わせ場所のカフェ「太鼓」に行くが、勘助はパニックを起こし結果的に逆効果となる。なお、この時点では既にダンスホールは閉鎖されており、軍需工場に働きに出ている。
終戦直後の1945年（昭和20年）9月、工場払下げ品の生地をオハラ洋装店に納品した際に糸子に再会し、お互いの無事を喜び合ったが、弟などが戦死したことが判明した。その後も客として時たま来店しており、1961年（昭和36年）時点では心斎橋の高級クラブのママとなっており、従業員のホステスを連れて来店している。1973年（昭和48年）9月14日、だんじり祭り当日に従業員何人かを連れて小原家を訪ねる。
佐藤平吉（さとう へいきち）
演 - 久野雅弘（少年時代：木村風太）
安岡勘助の親友。幼い時、勘助と和菓子屋から団子を盗み食いし、糸子にこらしめられ、兄に助けを求めた。
成人してからは、岸和田に出来たカフェ「太鼓」に勤務し、糸子や善作が来店した様子を勘助に面白おかしく告げ口する。
勘助が出征した際には、哀れな気持ちになり見送ることが出来なかった。1940年（昭和15年）夏に出征。
それ以後、安否については触れられず消息は不明。
澤田（さわだ）
演 - 三島ゆり子
第10週、第11週、第12週で登場。大日本国防婦人会の女性。婦人会の女性2人（演：麻生えりかほか）を引き連れてオハラ洋装店をたびたび訪れ、銃後の守りを務めることを糸子に強く主張し、もんぺの着用を強要したり、おしゃれもんぺの禁止令を通達したり、ミシンを軍事供出させようとするなどした。1943年（昭和18年）、出征していた次男が戦死。終戦後は、糸子に食糧メーデーのチラシを見せ説教した。
根岸良子（ねぎし りょうこ）
演 - 財前直見
東京のミシンメーカー「Stinger」から派遣されたミシンの営業員。洋服を着て登場する。木之元電器店店頭でミシンの実演後、心斎橋にあるミシンメーカーの営業所でミシン教室の講師としてミシンの使い方を教える。糸子から洋裁を教えて欲しいと頼まれるが、ミシン購入者を対象とした講師である理由で断った。しかし、善作から再び土下座をされた上で懇願され、帰京前1週間の休暇を取り、善作から謡を教えてもらうことを条件に、小原家に泊まり込みで糸子に洋裁（洋服の着方から採寸などの基礎の部分）を教えた。
神宮司源蔵（じんぐうじ げんぞう）
演 - 石田太郎
地元の大地主。娘（演 - 酒井藍）の縁談が急に決まり、嫁入り衣裳一式を善作に注文したが、店の資金不足で調達できずキャンセルさせてしまった。
1934年（昭和9年）、店舗を糸子に譲る決心をした善作に、質屋の雇われ店主の仕事を斡旋した。
佐藤寛太（さとう かんた）
演 - 稲田賢人
佐藤平吉の兄。平吉から糸子にこらしめられたことを聞き、仕返しに糸子に喧嘩を売る。最初断った糸子に「女だから逃げる」と挑発した。
佐藤寛太の仲間
演 - 久保田輝、平野道彦
駒子（こまこ）
演 - 宮嶋麻衣
吉田屋に出入りする芸妓の一人。吉田屋の女将の志津から小原呉服店のチラシを見せてもらい、糸子に洋服作製の依頼をする。制作の打ち合わせをするうちに糸子と打ち解ける。駒子が満足する仕上がりのワンピースが出来上がり、周囲からも好評で大喜びする。糸子に代金を支払おうとするが、周囲に宣伝してくれればと断られる。数カ月後、糸子に洋服を作ってもらいたく、小原呉服店を再び訪れるが「ロイヤル」で受注したドレスの作製中であったことから、それらが終了したら再び注文する約束をする。
奥中宗次郎（おくなか そうじろう）
演 - 小松健悦
小原家の近所に住み、善作や木之元、木岡とよくつるんでいる。善作最後の旅行となった温泉旅行にも同行した。
川本亘（かわもと わたる）
演 - 浜口望海
糸子の義弟（勝の長弟）。勝が結婚後、現大阪府貝塚市の山奥の川本家の家督を継ぐ。預かり手の無い幼い頃の直子を快く引き受け、数日間預かったことがある。糸子と周防の仲を聞きつけた際には憤慨し、勝の遺影を手に小原家を訪れ、激しく糸子を追及した。
教師
演 - 桂茶がま
第1週で登場。尋常小学校の教師。
トメ子（とめこ）
演 - 西川かの子
第1週で登場。夫に暴力を振るわれ吉田屋に訪れ、志津に離縁したいと泣きながら訴える。奈津が「トメ子おばちゃん」と呼んでいることから、何らかの縁戚関係があると見られるが不明。
坂崎ヒカル
演 - 小堀正博
第2週で登場。勇の友人。
客
演 - 国木田かっぱ
第5週で登場。糸子にパッチ100枚を注文してくる。
大山（おおやま）
演 - 春やすこ
第7週、第8週に登場。長谷ヤス子の近所の婦人。ヤス子の洋服を見て、糸子についての評判を聞き興味を持ち、ヤス子に連れられ末松商店に来店する。
糸子が独立し間もない時、ヤス子と共に小原洋裁店を訪れ、断る糸子に立体裁断のみの依頼をごり押ししたが、やがて洋服制作の依頼に来店するようになる。
菊乃（きくの）
演 - 赤松悠実
第10週で登場。勝の浮気相手で、若竹という店のべっぴんの芸者。
復員兵の男
演 - 土平ドンペイ
第15週で登場。勝と同じ部隊に所属していた戦友。戦後糸子のもとを訪れ、勝の戦地での様子やその最期の状況を語って聞かせる。
鳥山（とりやま）
演 - 末成由美
第21週で登場。洋菓子店の女社長でオハラ洋装店の客でもあるが、派手好きでその好みは糸子たちにも理解できない。聡子に「好きにデザインしてよい」と服を依頼するが、できあがったミニスカートに逆上し、「金輪際店には来ない」と言い捨てて店を出て行った。鳥山が苦手だった糸子は、かえって喜んだ。
ジョニー
演 - 浅利陽介
第22週、最終週で登場。直子のブティックの顧客の男性歌手。背の低さを隠すため、常にシークレットシューズを着用している。
一応沢田研二をモデルに作りあげたキャラクター。テレビ番組に登場すると、これを観た糸子たちの間で話題になっている。1973年（昭和48年）9月14日、だんじり祭り当日は小原家を訪問し木岡や木之元たちとの会話に混じっている。
白川ナナコ（しらかわ ななこ）
演 - 村上東奈
第22週、最終週で登場。直子のブティックの顧客の新進女優。1973（昭和48）年9月14日、だんじり祭り当日に岸和田を訪れている。
清川澄子（きよかわ すみこ）
演 - 三林京子
第23週で登場。母親の洋服を作るため、オハラ洋装店に相談に訪れる。
不動産屋の男
演 - 増田英彦（ますだおかだ）
第23週で登場。オハラ洋装店の隣に開店した不動産屋。
不動産屋の男
演 - 達淳一
第23週で登場。オハラ洋装店の隣に開店した不動産屋。
吉沢加奈子の夫
演 - 木内義一
吉沢加奈子の息子
演 - 古城戸雄多、 稲田都亜
ミッキー
演 - エリオット・クロプトン
第24週、最終週で登場。ロンドンでの聡子のパートナー。オハライトコブランド立ち上げの際、ワイドショー出演のために帰国した聡子に同行してくる。
川上（かわかみ）
演 - あめくみちこ
最終週で登場。糸子が講演に呼ばれた東京の病院の前看護師長であり、講演会にボランティアスタッフとして参加した。講演会終了後、糸子に自分が周防の娘であることを明かし、その場に居合わせた優子に、幼い頃に弟が優子を突き飛ばしたことを謝罪するとともに、糸子と直接対面したことで憎む気持ちが消えた旨を話した。

## スタッフ
- 作 - 渡辺あや
- 音楽 - 佐藤直紀
- 演奏 - フェイス・ミュージック[注釈 13]
- 制作統括 - 城谷厚司
- プロデューサー - 内田ゆき
- 主題歌 - 椎名林檎「カーネーション」[注釈 14]
- 時代考証 - 明珍健二（花園大学教授）
- タイトル映像 - 辻川幸一郎
- タイトルロゴ：北山雅和
- 資料提供 - 元生茂樹
- 岸和田ことば指導 - 林英世
- 関西ことば指導 - 田中恵理、川本美由紀 ※田中は3度目
- 演出 - 田中健二、末永創、安達もじり、小島史敬、福岡利武、松川博敬、盆子原誠、熊野律時
- 副音声解説 - 松田佑貴
- 撮影 - 岡田裕
- 音声 - 渡辺暁雄
- 技術 - 大須賀弘之
- 編集 - 狩森ますみ
- 美術 - 藤井俊樹
- 照明 - 松本豊
- 音響効果 - 嶋野聡
- 映像技術 - 森千重
- 記録 - 江川雅美
- 撮影協力 - 大阪府岸和田市、五軒屋町（ごけんやまち）町会、春木大国町町会岡山県倉敷市、岡山県高梁市、岡山県真庭市、兵庫県川西市、京都府南山城村、髙島屋
- エキストラ - 劇団東俳、キャストプラン、日本芸能センター、東映太秦映画村

## オープニング
アバンタイトルの後、裁縫用具（机の上に置かれた巻尺、スケッチブック、材料など）をバックに、スケッチブックを背景に「カーネーション」のタイトルロゴと糸子をモデルにした赤いドレスを着た人形が横たわった状態から起き上がり、スケッチブックの上を歩き出すコマ撮り風のアニメーションが始まる。その後、縫い針を針刺しに刺したり、ボタンを転がしたり、動作中のミシンで縫われている布の上を歩いたり、ミシンをだんじりの山車に見立てた祭をイメージさせるような場面が展開され、最後に牛乳瓶に生けてあるカーネーションが開花する場面を見るところで終わる（2012年1月4日放送分より、このシーンに優子、直子、聡子をイメージした3人の少女の人形が加わる）。
最終回は、このオープニングのタイトルをドラマの第1回の再録（これを病院にいる老人〈奈津〉が見ているという設定）を流した後に、実質上のクロージングとして放送され、画面の左側に過去の場面が円形に次々に映し出された。

## エンディング
「おしゃれ写真館」と題し、大阪放送局で公募した大正時代から平成10年代ごろまでの女性のファッション写真を日替わりで紹介する。公式サイトでも投稿された写真を見ることができた。最終回は、クランクアップ時に歴代小原糸子役を演じた3人が集合した特別仕様。

## 語り
本編では、主人公（幼少期は二宮、女学校時代から60歳までは尾野、晩年は夏木）が担当。ダイジェスト版『5分でカーネーション』、『カーネーション1週間』は山本美希アナウンサー。

## 放送日程
サブタイトルは花言葉から取られている。
| 週                                                                   | 回        | 放送日                    | サブタイトル             | 花言葉の花       | 演出       |
| -------------------------------------------------------------------- | --------- | ------------------------- | ------------------------ | ---------------- | ---------- |
| 01                                                                   | 01 - 06   | 2011年10月03日 - 10月08日 | あこがれ                 | ひまわり         | 田中健二   |
| 02                                                                   | 07 - 012  | 10月10日 - 10月15日       | 運命を開く               | プリムラ         | 田中健二   |
| 03                                                                   | 013 - 018 | 10月17日 - 10月22日       | 熱い思い                 | カンナ           | 末永創     |
| 04                                                                   | 019 - 024 | 10月24日 - 10月29日       | 誇り                     | アマリリス       | 末永創     |
| 05                                                                   | 025 - 030 | 10月31日 - 11月05日       | 私を見て                 | スカシユリ       | 田中健二   |
| 06                                                                   | 031 - 036 | 11月07日 - 11月12日       | 乙女の真心               | コスモス         | 安達もじり |
| 07                                                                   | 037 - 042 | 11月14日 - 11月19日       | 移りゆく日々             | ワレモコウ       | 安達もじり |
| 08                                                                   | 043 - 048 | 11月21日 - 11月26日       | 果報者                   | チトニア         | 田中健二   |
| 09                                                                   | 049 - 054 | 11月28日 - 12月03日       | いつも想う               | 母子草           | 末永創     |
| 10                                                                   | 055 - 060 | 12月05日 - 12月10日       | 秘密                     | ヒメウツギ       | 小島史敬   |
| 11                                                                   | 061 - 066 | 12月12日 - 12月17日       | 切なる願い               | カスミソウ       | 小島史敬   |
| 12                                                                   | 067 - 072 | 12月19日 - 12月24日       | 薄れゆく希望             | アネモネ         | 福岡利武   |
| 13                                                                   | 073 - 075 | 12月26日 - 12月28日       | 生きる                   | マリーゴールド   | 田中健二   |
| 14                                                                   | 076 - 079 | 2012年01月04日 - 01月07日 | 明るい未来               | ムスカリ         | 田中健二   |
| 15                                                                   | 080 - 085 | 01月09日 - 01月14日       | 愛する力                 | ベニバナ         | 安達もじり |
| 16                                                                   | 086 - 091 | 01月16日 - 01月21日       | 揺れる心                 | ホテイアオイ     | 末永創     |
| 17                                                                   | 092 - 097 | 01月23日 - 01月28日       | 隠しきれない恋           | ジギタリス       | 福岡利武   |
| 18                                                                   | 098 - 103 | 01月30日 - 02月04日       | ライバル                 | ロベリア         | 田中健二   |
| 19                                                                   | 104 - 109 | 02月06日 - 02月11日       | 自信                     | 雪割草           | 安達もじり |
| 20                                                                   | 110 - 115 | 02月13日 - 02月18日       | あなたを守りたい         | エンゼルランプ   | 松川博敬   |
| 21                                                                   | 116 - 121 | 02月20日 - 02月25日       | 鮮やかな態度             | ルドベキア       | 盆子原誠   |
| 22                                                                   | 122 - 127 | 02月27日 - 03月03日       | 悔いなき青春             | クロッカス       | 田中健二   |
| 23                                                                   | 128 - 133 | 03月05日 - 03月10日       | まどわせないで           | ヘラオオバコ     | 安達もじり |
| 24                                                                   | 134 - 139 | 03月12日 - 03月17日       | 宣言                     | ヘメロカリス     | 熊野律時   |
| 25                                                                   | 140 - 145 | 03月19日 - 03月24日       | 奇跡                     | レインボーローズ | 松川博敬   |
| 26                                                                   | 146 - 151 | 03月26日 - 03月31日       | あなたの愛は生きています | カーネーション   | 田中健二   |
| 平均視聴率 19.1%（ビデオリサーチ調べ、関東地区・世帯・リアルタイム） |           |                           |                          |                  |            |

## アンコール放送
BSプレミアムにて2013年4月8日から再放送が予定されていたが、2月の岡村役・河野智宏の不祥事容疑報道に伴う影響で、『純情きらり』に差し替えられた（3月6日発表）。
なおこれとは別に、関西地区で視聴率平均が19.6%（ビデオリサーチ調べ、関西地区・世帯・リアルタイム）と高い数字を残したことや、視聴者からの要望を受けて、本編放送終了直後の2012年4月から木曜12時20分 - 12時43分に、「とっておきサンデー」内で放送された23分ダイジェスト「カーネーション1週間」を「もういちどカーネーション」に改題し、関西地区限定で異例のアンコール放送された。
日本国外では、台湾やミャンマーやトルクメニスタンで放送された。
2014年4月7日から、BSプレミアムにて再放送（7時15分 - 7時30分）された。
2015年2月24日から、民放の有料CS放送のファミリー劇場で放送。
2018年4月10日から10月29日まで、NHK総合で再放送された（16時20分 - 16時50分、1日2回分ずつ。）。視聴率は1 - 2%程度（ビデオリサーチ調べ、関東地区・世帯・リアルタイム）。
2021年10月25日から2022年4月25日まで、BS12 トゥエルビで放送。
2024年9月23日から2025年3月22日まで、NHK BSとNHK BSプレミアム4Kで再放送された（月曜 - 土曜の7時15分 - 7時30分）。
また、舞台となった岸和田市の地元ケーブルテレビ局、テレビ岸和田のコミュニティチャンネルでも一時期放送された。

## 総集編
カーネーション総集編 前編「あこがれ」
- 2011年12月31日7時20分 - 8時48分
- 2012年5月3日8時20分 - 9時48分
- 2012年10月13日15時 - 16時28分
  - 10月から12月放送分をまとめたもの。放送途中で総集編が放送されるのは前作の「おひさま」に次いでのもの。
  - 2012年5月3日は再放送。関東での大雨のため、気象情報込の放送となった。
  - 2012年10月13日は平成24年度（第67回）芸術祭参加作品として、NHK BSプレミアムのみの放送。オープニングには「平成24年度 文化庁芸術祭参加」のテロップが追加された。

 カーネーション総集編 後編「あなたの愛は生きています」 
- 2012年5月4日8時20分 - 9時51分
- 2012年10月14日15時 - 16時28分
  - 1月から3月放送分をまとめたもの。
  - 2012年10月14日は平成24年度（第67回）芸術祭参加作品として、NHK BSプレミアムのみの放送。オープニングには「平成24年度 文化庁芸術祭参加」のテロップが追加された。

## 関連番組
「カーネーション 疑問にお答えします」
先行放送 12月29日12時15分 - 13時（近畿地方のみ）
全国向け放送 12月31日8時50 - 9時30分、1月2日16時20分 - 17時（東北地方は除く）
前編総集編に引き続いて放映。番組後半の見所を紹介するほか、番組に寄せられたドラマに関する素朴な疑問・質問・出演者へのメッセージを紹介。
スタジオトークゲストはヒロイン役の二宮星と尾野真千子が出演。
第62回NHK紅白歌合戦
主題歌「カーネーション」の椎名林檎が出場。尾野も応援出演。ゲスト審査員にコシノジュンコが出演。
NHKアーカイブス「生涯青春 “カーネーション”小篠綾子の人生」
2月5日 13時50分 - 15時
小篠綾子やコシノ姉妹が出演した過去のNHK番組（クローズアップ現代、スタジオL、にんげんマップなど）をコシノヒロコへのインタビューを交えて再編集。
鶴瓶の家族に乾杯
2月6日・2月13日 20時 - 20時43分
奈津役の栗山千明がゲストとして、岡山県倉敷市の撮影が行われた美観地区や、児島地区のジーンズ工場などを訪問。
関西発ラジオ深夜便
4月14日1時台（13日深夜）
「人ありて、街は生き 好きな仕事は力をくれる」と題したゲストインタビューに田丸麻紀（安岡八重子役）が出演し、ドラマの舞台裏、また田丸自らの故郷である和泉市や岸和田市等大阪南部についての思いをコメント。
「“朝ドラ”同窓会 カーネーション」
2018年4月7日18時5分 - 18時43分
総合での再放送を記念し、尾野らキャスト陣が再会。撮影当時の思い出話や秘話を座談会形式で語った。
出演者は、尾野真千子、麻生祐未、田丸麻紀、尾上寛之、甲本雅裕、川崎亜沙美。
その他「土曜スタジオパーク」や「スタジオパークからこんにちは」などインタビュー系番組に出演者やコシノヒロコ・ジュンコが登場している。

## 関連商品

### 書籍
- 公式書籍
  - 連続テレビ小説 カーネーション（NHKドラマ・ガイド）ISBN 978-4149235578
  - 連続テレビ小説 カーネーション Part2（NHKドラマ・ガイド）ISBN 978-4149235585
  - NHK連続テレビ小説 カーネーション 上 ISBN 978-4140056059
  - NHK連続テレビ小説 カーネーション 下 ISBN 978-4140056066
- 関連書籍
  - ぼくらが愛した「カーネーション」
    - 高文研刊 2012年12月8日発売、ISBN 978-4874984857
    - 番組に対する寄稿、名台詞集、Twitterでのリアルタイムのツイート集などを収録。

  - 連続テレビ小説読本
    - 洋泉社刊 2014年9月26日発売、ISBN 978-4800304940
    - NHK、連続テレビ小説の特集本。表紙には尾野真千子のドラマ場面の写真を掲載、また第一章の「朝ドラを変えた21世紀の重要作」としてピックアップした5作品の内で「カーネーション」を紹介し、川崎亜沙美のインタビューを収録。

  - 朝ドラの55年 ― 全93作品完全保存版
    - NHK出版刊、2015年10月17日発売、ISBN 978-4144072130
    - NHKドラマ番組部監修で1961年から2015年までの連続テレビ小説93作品を紹介。
    - 「カーネーション」からは作品紹介の他、尾野真千子、綾野剛のインタビュー、岸和田市のロケ地などを掲載。

## 反響
2012年3月3日放送分から、主人公・糸子役が夏木マリに交代し、不良少女の孫娘が登場したが、小篠綾子の孫にあたる小篠ゆまのブランド「ユマ・コシノ」公式ウエブサイトには「ドラマはフィクションであり、実際の事実とは異なります」とのコメントが掲示された。また母親のコシノヒロコも、NHKのトーク番組でヤンキーではないと否定した。

## その他
- 大丸 - 主人公が「心斎橋百貨店」に制服を売り込みに行くエピソードがあったが、1932年（昭和7年）当時心斎橋にあった百貨店は大丸心斎橋店だけで、放送終了後の2012年4月25日から5月1日の期間限定で心斎橋店に「岸和田コシノショップ」が出店した[44]。